# Organização Popular da Juventude Lorico Asswain de Timor-Leste
Die Organização Popular da Juventude Lorico Asswain de Timor-Leste OPJLATIL (deutsch Volksorganisation der Lorico Asuwain Jugend von Osttimor) war eine Jugendorganisation in Osttimor, die sich gegen die Besetzung durch Indonesien richtete. Lorico Asuwain ist die Bezeichnung der jugendlichen Unabhängigkeitsaktivisten, die am 12. November 1991 an der Demonstration teilnahmen, die im Santa-Cruz-Massaker endete.

## Geschichte
Nach dem Massaker reorganisierte sich der Widerstand gegen die indonesische Besatzung erst ab 1994. Die am 18. Mai 1995 von neun Personen gegründete OPJLATIL wurde zur wichtigsten der neuen Jugendorganisationen im Widerstand. Nino Konis Santana, der Chef der Guerilla-Organisation FALINTIL hatte die Gründung organisiert und sorgte für enge Kontakte der Gruppe zur studentischen Widerstandsorganisation RENETIL.
Im April 1999 unterstellte sich die OPJLATIL, wie 13 andere Jugend-Widerstandsorganisationen dem Presidium Juventude Lorico Ass'wain Timor Loro Sa'e des CNRT.

## Mitglieder
- Vasco da Gama (Mauleki), Vorsitzender 1995[1]
- Aleixo Cobra da Silva Gama, Vorsitzender 1995[1]
- Julião Augusto Mausiry, Vorsitzender 2001[1][2]
- Sabino Soares (Guntur), ab 1995 Koordinator der Region II (Baucau)[3]